# Мало Корабско езеро
Малото Корабско езеро (на македонска литературна норма: Мало Корапско Езеро), срещано и като езеро Мал кораб и Малкорабско езеро, е едно от Корабските езера – ледникови езера в планината Кораб, по билото на която минава държавната граница между Северна Македония и Албания.
Разположено е под връх Мал Кораб (2683 m н.в.), от източната му страна. Въпреки името си, идващо от върха, по големина то е по-голямо от Големото Корабско езеро.
Надморската височина на Малото Корабско езеро е 2310 m. Дълго е 50 m, широко 35 m, а максималната му дълбочината е 35 cm. Площта му е 1374 m2. Захранва се с вода от валежите и топенето на снеговете и няма изтичане на поток от него. Намира се в изворния дял на Дълбока река.